# Flashback (chanson d'Imagination)
Pour les articles homonymes, voir Flashback.
Singles de Imagination
In and Out of Love
(1981) Burnin' Up
(1982)
Flashback est une chanson du groupe de musique Imagination parue sur leur premier album Body Talk. Elle est sortie en novembre 1981 en tant que troisième single de l'album. Elle a atteint le top 20 en France et au Royaume-Uni,.
La face B du single dans la plupart des pays est le titre Burnin' Up. Cette chanson a ensuite été sortie exclusivement aux États-Unis comme single en février 1982, cette fois avec Flashback en face B,.
La chanson apparait sur Grand Theft Auto V, audible sur la station Space 103.2

## Liste des titres
| A1. | Flashback  | 3:40 |
| B1. | Burnin' Up | 3:50 |

| A1. | Flashback  | 4:30 |
| B1. | Burnin' Up | 4:44 |

| A1. | Flashback          | 3:40 |
| B1. | In and Out of Love | 5:31 |

## Classements hebdomadaires
| Classement (1981-82)           | Meilleure position |
| ------------------------------ | ------------------ |
| France (IFOP)                  | 13                 |
| Royaume-Uni (UK Singles Chart) | 16                 |

## Historique de sortie
| Pays        | Date          | Format                     | Face B             | Label                       | Réf.  |
| ----------- | ------------- | -------------------------- | ------------------ | --------------------------- | ----- |
| Royaume-Uni | novembre 1981 | - 45 tours - maxi 45 tours | Burnin' Up         | R&B (Pye)                   | [ 5 ] |
| Europe      | novembre 1981 | - 45 tours - maxi 45 tours | Burnin' Up         | Ariola                      | [ 5 ] |
| Canada      | 1981          | maxi 45 tours              | Burnin' Up         | Black Sun                   | [ 6 ] |
| États-Unis  | 1981          | 45 tours                   | Burnin' Up         | MCA                         | [ 7 ] |
| Italie      | 1981          | 45 tours                   | So Good, So Right  | F1 Team                     | [ 5 ] |
| France      | janvier 1982  | 45 tours                   | In and Out of Love | Arabella                    | [ 5 ] |
| Allemagne   | 1982          | 45 tours                   | Body Talk          | - Arista - Ariola - Red Bus | [ 5 ] |